# Dani (cantante)
Danièle Graule (Castres, 1 de octubre de 1944-Tours, 18 de julio de 2022), más conocida como Dani, fue una actriz y cantante francesa.

## Biografía
La mayor de tres hermanos, su padre era zapatero y su madre una vendedora de zapatos de origen catalán. A los 19 años, dejó Perpiñán para tomar cursos en la École des Beaux-Arts de París, y llega a París el 11 de noviembre de 1963. Fue contratada por el periódico Journ de France para tomar fotografías allí y comenzó una carrera como modelo en la agencia de Catherine Harlé. Frecuenta fiestas de moda, en el Café de Flore, en la Rhumerie, en Castel o incluso en la Droguería. Conoce a Zouzou, Jimi Hendrix durante un festival en Juan-les-Pins, posa para Jacques Séguéla para una portada de L'Express y entabla una relación con un fotógrafo de Salut les copains.
Se inició en el cine en pequeños papeles en 1964. En 1965, Dani apareció en el clip de Dick Rivers del tubo Everything Happens in the Eyes.
En 1966, fue contratada por Pathé-Marconi y lanzó su primer sencillo, Garçon manqué. En 1968, Papa vient d'épouser la bonne vendió un millón de copias y fue un gran éxito. En 1970 , ganó el codiciado Grand Prix du Disc de l ' Académie Charles-Cros por su álbum debut. 
Luego, Dani actuó en La Alhambra en el espectáculo de Tom Jones antes de cantar en el teatro Bobino en 1971, luego en el Alcázar hasta 1974 cuando, como líder de una revista, fue dirigida por Jean-Marie Rivière.
Estaba previsto que Dani representara a Francia en el Festival de Eurovisión 1974 con la canción La Vie à 25 ans, pero no pudo hacerlo porque el presidente Georges Pompidou había fallecido en la semana de la competición y el gobierno francés decretó luto nacional para el 6 de abril, día del certamen, así que la televisión francesa decidió retirarse. Su único lanzamiento discográfico en  inglés hasta la fecha es una versión del tema eurovisivo, That Old Familiar Feeling, con letra adaptada por la cantautora británica Lynsey de Paul.
Participó en un mitin de Valéry Giscard d'Estaing para las elecciones presidenciales de 1974, sin apoyarlo oficialmente. En 1975, proporcionó la primera parte de la gira de Claude François. En cine y televisión, realizó giras con grandes directores: entre los que destacan Vadim, Lautner, Truffaut, Chabrol, Molinaro. 
Su primer papel importante es el de camarera que acompaña a Marc Porel en Tumuc Humac (1970), seguido de otra película con Marc Porel (un oficial de policía sin importancia) y el papel de la esposa de Bruno Pradal en Algunos caballeros demasiado tranquilos. Pero es Truffaut quien la hace famosa: en The American Night, interpreta al personaje de Liliane, la novia caprichosa del actor Alphonse ( Jean-Pierre Léaud ) reclutado como pasante de guion y que está enamorada del doble de riesgo inglés. En 1978, esta "Liliane" se convirtió en amiga de Christine Doinel (interpretada por Claude Jade ), en The Love on the Run, última película del ciclo Doinel: Liliane se convierte en la mejor amiga de Christine Doinel y luego tiene un romance con su marido Antoine (interpretado por Jean-Pierre Léaud). Truffaut utiliza flashbacks de Liliane de La Nuit Américaine en L'Amour en escape; Gracias a la instalación de escenas nuevas y antiguas, Claude Jade también se muestra en los flashbacks de The American Night.
Dani también filma para televisión, entre otros con Michel Bouquet y de nuevo con Claude Jade en Les Anneaux de Bicêtre. En 2006, fue nominada al César a la mejor actriz en un papel secundario en Fauteuils d'orchestre.
Dani abrió L'Aventure, un club nocturno de moda en 4 avenue Victor Hugo en Paris 3, un lugar mítico que la convirtió en la musa de las noches parisinas hasta principios de los años 80.
En 2001 Dani volvió a la vanguardia gracias a la tenacidad de Étienne Daho que produjo y cantó con su Comme un boomerang escrito para ella en 1975 por Serge Gainsbourg, pero que permaneció inédito hasta entonces. El mayor éxito del año 2001, disco de plata certificado y con n.º 6 de ventas en Francia, lo que le permite a Dani reactivar su actividad discográfica. Ella finalmente revela en 2020 que un dúo sin precedentes con Serge Gainsbourg, nunca antes publicado, de hecho existe en su poder.
En 2005, Dani participa en el DVD de Alain Chamfort, el Impromptu en los Jardines de Luxemburgo, interpretando junto a él el título Reina de Austria. El mismo año, su álbum Let me reír, en AZ, producido esta vez por Jean-Philippe Verdin, fue recibido por unanimidad. En 2010, rindió homenaje a París a través de Le Paris de Dani, un álbum dedicado a la ciudad de las luces, todavía producido por Jean-Philippe Verdin. Siguió una serie de conciertos en Francia y en el extranjero. Durante dos meses en 2016, acogió en France Inter una serie de tarjetas blancas el sábado a las 21h.
En 2016, se publicó otra autobiografía, La noche no dura las.
En 2017, participó en el disco homenaje Elles & Barbara dirigido por Edith Fambuena (portada del título Si la photo est bonne).
Durante la campaña para las elecciones presidenciales de 2017, participó en un mitin de apoyo al candidato de La República en Marcha, Emmanuel Macron, el 17 de abril en Bercy.

## Familia
Dani tuvo un hijo, Julien (nacido en 1969) de su unión con el fotógrafo Benjamin Auger (1942-2002), conocido en 1964. También crio a Emmanuel (nacido en 1964), el hijo mayor de Benjamin Auger. Después de veinte años de convivencia, la pareja se separó a mediados de la década de 1980.